# Józefów (powiat otwocki)
Józefów – miasto w województwie mazowieckim, w powiecie otwockim, w aglomeracji warszawskiej, położone przy ujściu Świdra do Wisły.
Sąsiaduje na północy z Warszawą, zaś na południu z Otwockiem. Na terenie Józefowa położona jest część Mazowieckiego Parku Krajobrazowego oraz fragment mikroregionu etnograficznego Urzecze. Ponadto znajdują się tu trzy rezerwaty przyrody: Wyspy Świderskie, Wyspy Zawadowskie oraz Świder.
Jest drugim miastem w Polsce o nazwie Józefów .
Według danych GUS z 1 stycznia 2024 r. miasto liczyło 21 217 mieszkańców, będąc 26. najludniejszym miastem w województwie.

## Położenie
Józefów położony jest w Polsce Środkowej, w centralnym rejonie województwa mazowieckiego, na północno-zachodnim krańcu powiatu otwockiego. Na południu miasto graniczy z Otwockiem, granica przebiega w większości na rzece Świder, na wschodzie sąsiaduje z gminą Wiązowna i częściowo z warszawską dzielnicą Wawer. Odległość między centrum Józefowa i Śródmieściem wynosi około 18 km. Na północy Józefów graniczy z Warszawą, ze wspomnianą dzielnicą Wawer. Przez Wisłę, na zachodzie, sąsiaduje z Konstancinem-Jeziorną.
Józefów leży na Nizinie Środkowomazowieckiej, w Dolinie Środkowej Wisły, u zbiegu rzek Wisły, Świdra i Mieni.
Historycznie Józefów leży na Mazowszu, w ziemi warszawskiej.
Do 1925 roku tereny miasta podzielone były między gminy Zagóźdź, do której należały Józefów, Emilianów, Dębinka, Nowa Wieś i Świdry Małe oraz Wiązownę, do której należały Michalin i Jarosław.
W 1925 roku z części gminy Zagóźdź wydzielono gminę Falenica Letnisko. W jej skład spośród dzielnic dzisiejszego Józefowa weszły Michalin i Emilianów. W 1939 roku zniesiono gminę Zagóźdź. Należące do niej miejscowości takie jak Nowa Wieś, Świdry Małe, czy Dębinka włączono do Gminy Falenica Letnisko. Powiększyła się ona także m.in. o Rycice, należące wcześniej do Gminy Wiązowna.

Mapa Józefowa

15 maja 1951 roku większość miejscowości gminy Falenica Letnisko włączono do Warszawy, Zbójną Górę do gminy Sulejówek, równocześnie zmieniając nazwę gminy na Józefów i przenosząc siedzibę do Józefowa. Utworzona gmina obejmowała Józefów, Emilianów, Jarosław, Świder, część Falenicy i Michalina, Rycice, Debinkę, Świdry Małe, Nową Wieś oraz część Błot, Aleksandrowa i Emowa.
Współrzędne geograficzne skrajnych punktów Józefowa:
- 52°09′32″ szer. geogr. N – skrzyżowanie ulic Wiejskiej i Aleksandra Brücknera,
- 52°05′53″ szer. geogr. N – zakole Świdra w rejonie Górek,
- 21°16′11″ dług. geogr. E – las w okolicach ulic Kilmatycznej i Rolniczej,
- 21°10′02″ dług. geogr. E – Wisła w rejonie rezerwatu przyrody Wyspy Zawadowskie

Według danych z roku 2006 Józefów ma obszar 24 km², w tym: użytki rolne: 15%, użytki leśne: 24%
Według danych z 1 stycznia 2019 r. powierzchnia miasta wynosiła 24 km². Miasto stanowi 4% powierzchni powiatu.
W latach 1975–1998 miasto administracyjnie należało do województwa warszawskiego.

## Podział

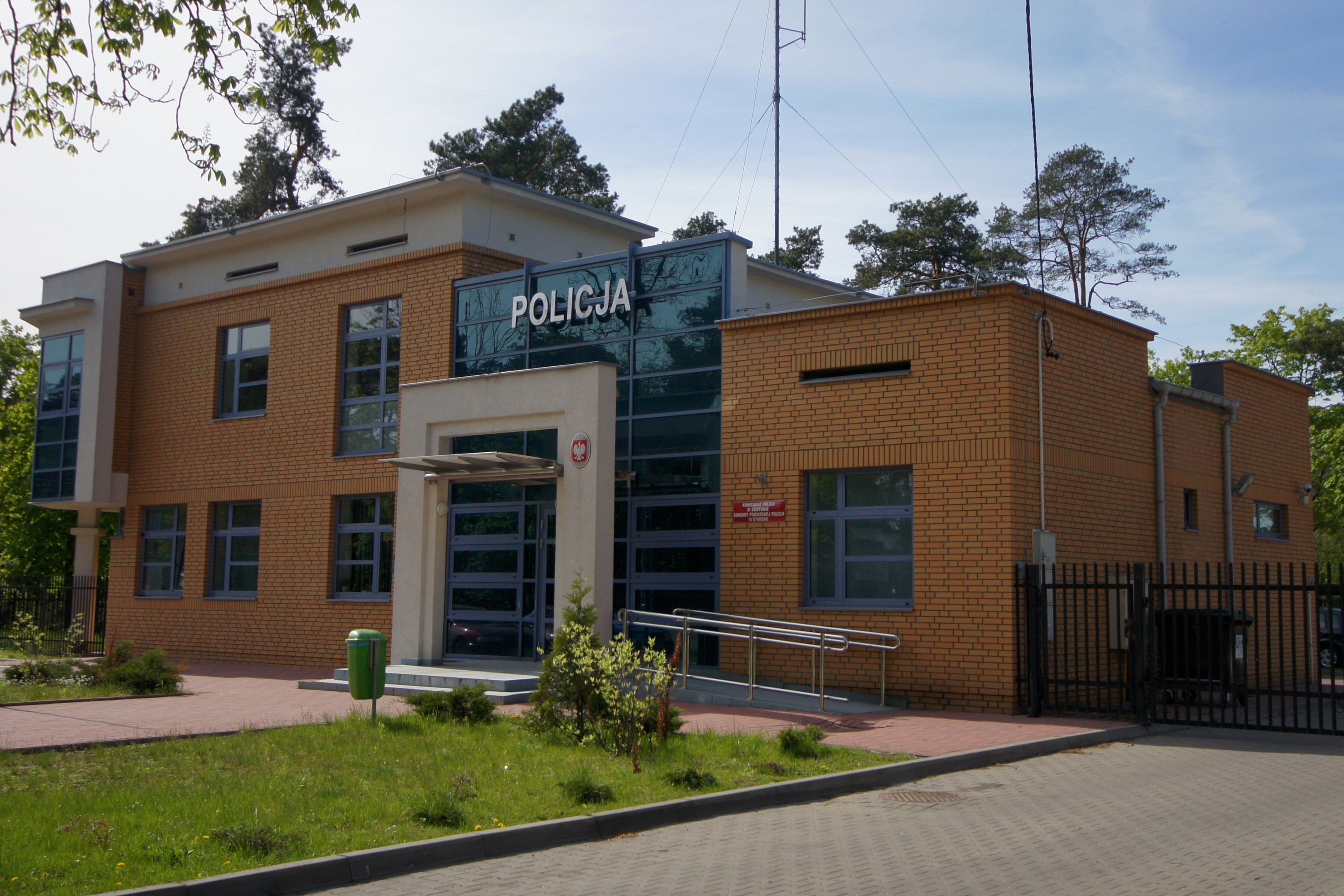
Komisariat policji w Józefowie

Józefów na tle powiatu

Józefów dzieli się umownie na części:
- Dębinka
- Emilianów
- Górki
- Jarosław Południowy
- Jarosław Północny
- Kolonia Błota
- Michalin
- Nowa Wieś
- Rycice
- Świdry Małe

## Demografia
Dane z 31 grudnia 2011:
| Opis      | Ogółem | Ogółem | Kobiety | Kobiety | Mężczyźni | Mężczyźni |
| --------- | ------ | ------ | ------- | ------- | --------- | --------- |
| jednostka | osób   | %      | osób    | %       | osób      | %         |
| populacja | 19 685 | 100    | 10 419  | 52,92   | 9266      | 47,07     |

Według danych z 31 grudnia 2021 r. miasto miało 21 000 mieszkańców.

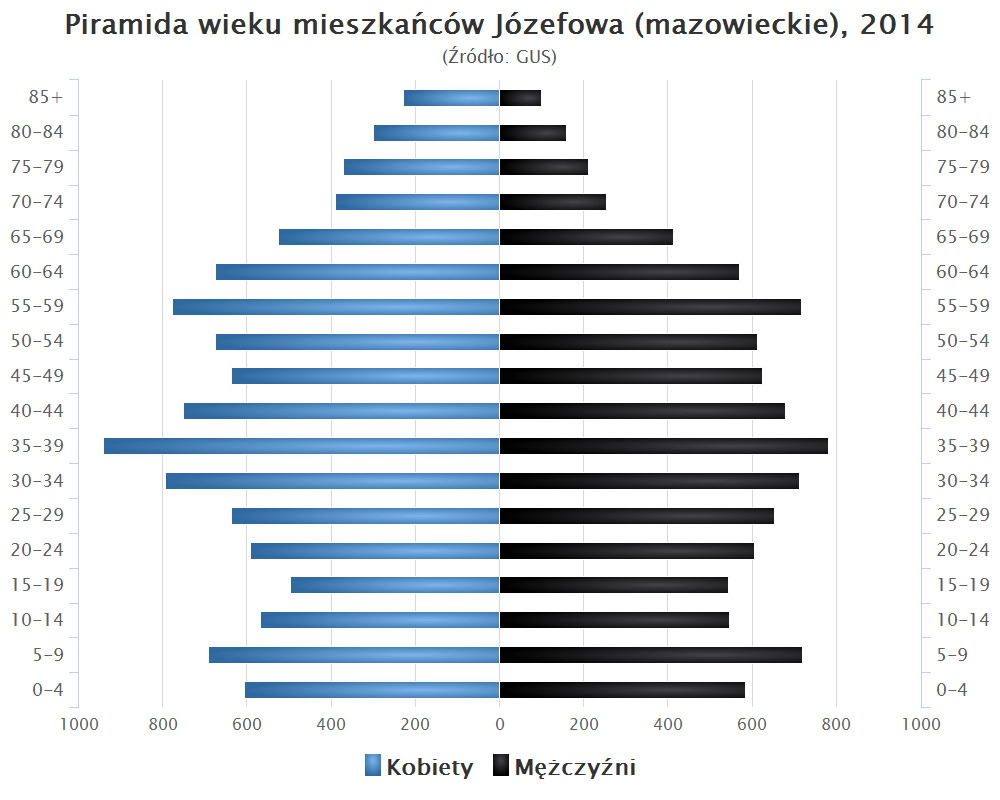
Piramida wieku mieszkańców Józefowa w 2014 roku

## Przyroda

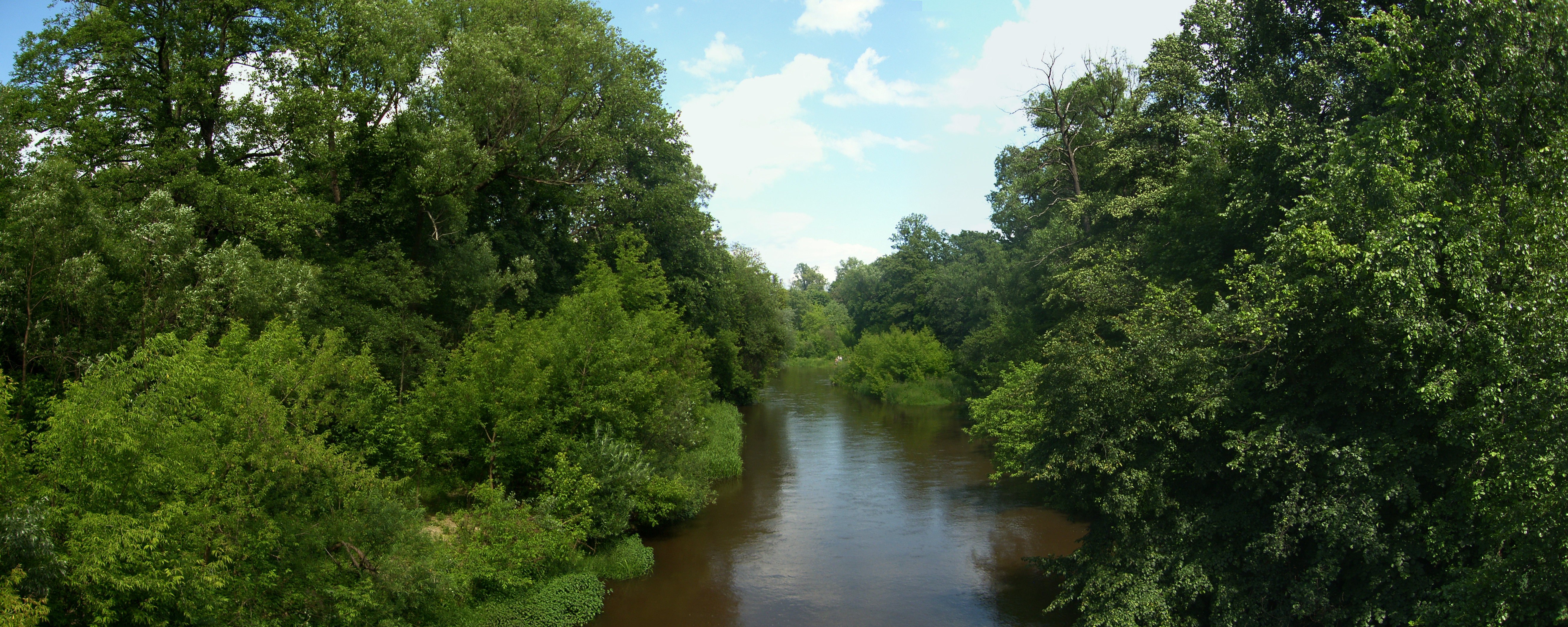
Rzeka Świder w Józefowie

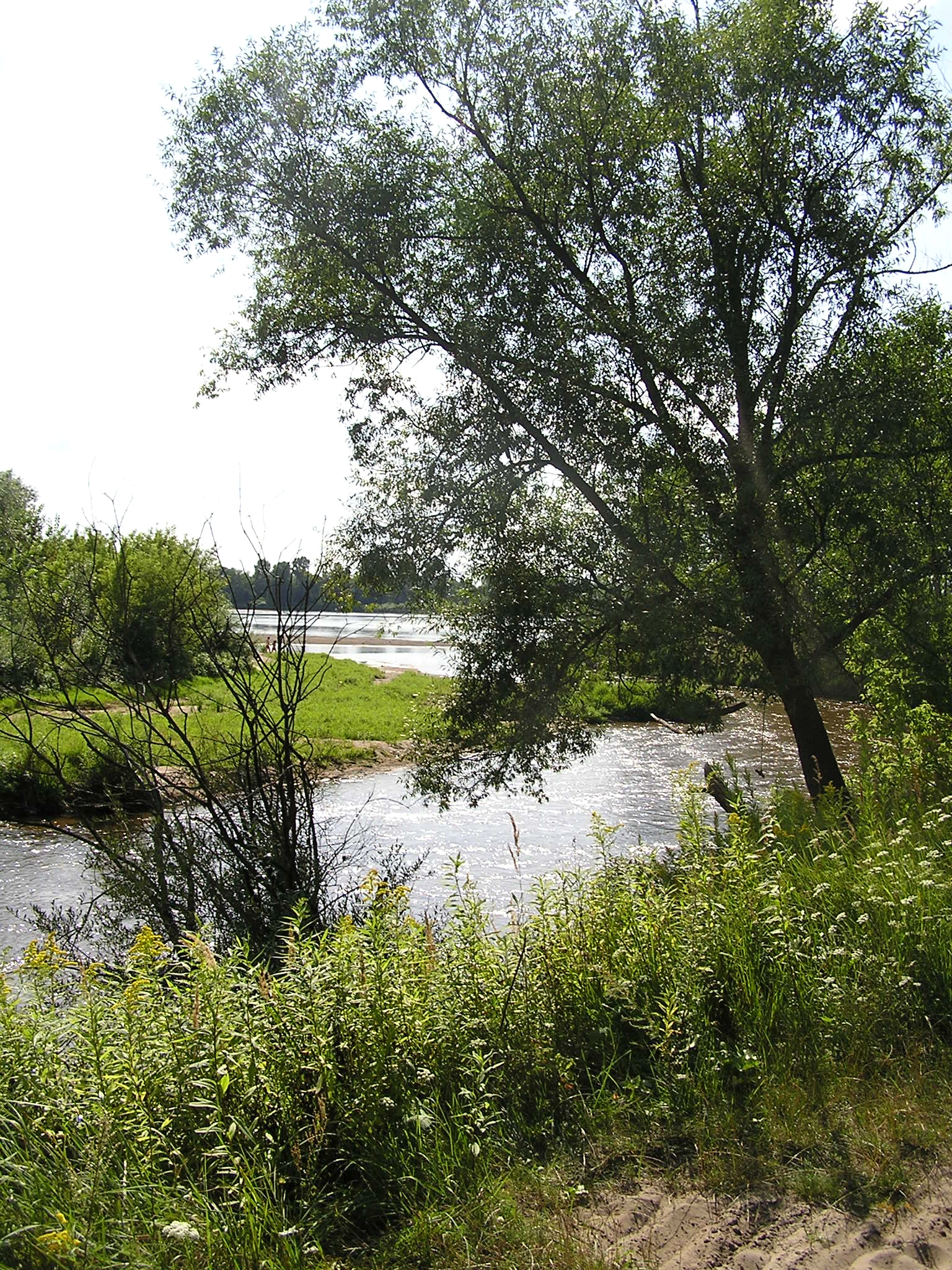
Ujście Świdra

### Rezerwat Świder
Rezerwat Świder – rezerwat częściowo obejmujący doliny rzek Świder i Mienia. Jego powierzchnia wynosi 238 hektarów. Ochroną objęto 41 kilometrów rzeki. Począwszy od Dłużewa, w gminie Siennica, a na moście w Świdrach Wielkich kończąc. Rezerwat powołano w 1978 roku, a głównym celem ochrony był unikalny krajobraz doliny Świdra.
Na chronionym odcinku rzeka zachowała naturalny charakter. Jedynie w niektórych miejscach powstały budowle zmieniające krajobraz i znaczenie rzeki.
Rezerwat „Świder” chroni 41 kilometrów rzeki, czyli blisko połowę jej biegu. Łącznie zajmuje powierzchnię 238 ha i jest jednym z większych rezerwatów w województwie mazowieckim.

### Rezerwat Wyspy Zawadowskie
Rezerwat przyrody pod nazwą „Wyspy Zawadowskie” obejmuje wyspy, piaszczyste łachy oraz wody płynące rzeki Wisły – o łącznej powierzchni 530,28 ha. Ten faunistyczny rezerwat został utworzony w 1999 roku.
Celem ochrony są miejsca gniazdowania ptactwa.

### Rezerwat Wyspy Świderskie
Rezerwat faunistyczny Wyspy Świderskie, utworzony w 1998 r., obejmuje liczne wyspy, mielizny i piaszczyste łachy przy ujściu rzeki Świder oraz wody płynące Wisły. Chroniony obszar zajmuje 572,28 ha i jest położony w gminie Konstancin-Jeziorna oraz na terenach miast Karczew, Otwock i Józefów. W granicach administracyjnych miasta Józefów leży obszar o powierzchni 180,23 ha.

### Pomniki przyrody
Na terenie Józefowa znajduje się 12 drzew będących pomnikami przyrody:
- pięć dębów szypułkowych: ul. Wspólna 21, Nadwiślańska 226 i 252, skrzyżowanie Al. Nadwiślańskiej z ul. Drogowców i w Nowej Wsi;
- sześć dębów przy ul. Nadwiślańskiej 254 i 256 (os. Dębinka);
- sosna zwyczajna przy ul. 3 Maja.

### Jeziorko Łacha
Starorzecze Wisły (łacha wiślana) znajdujące się na osiedlu Nowa Wieś.

## Historia

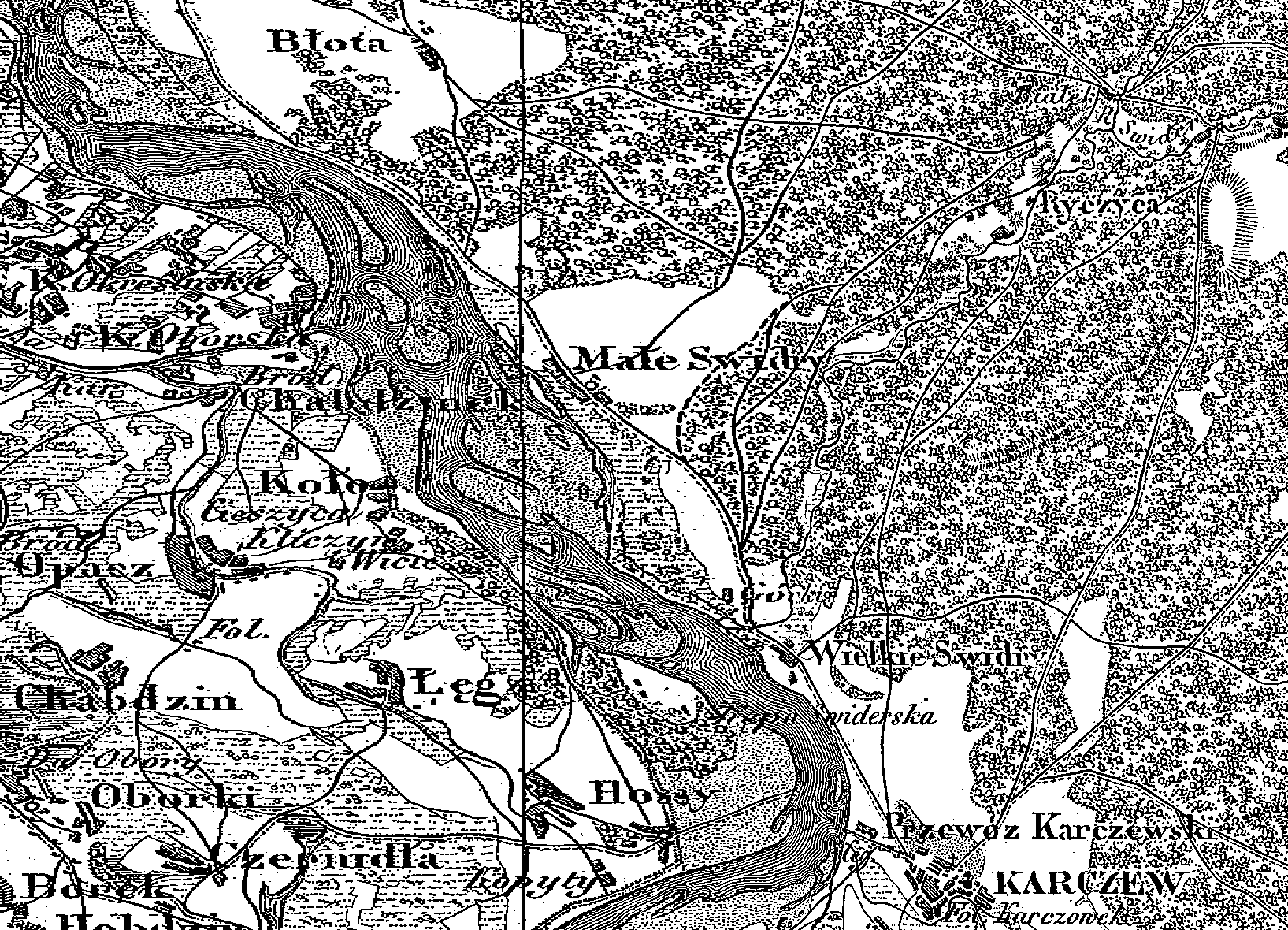
Okolice Józefowa w 1825 roku na Topograficznej Karcie Królestwa Polskiego

### Początki współczesnego osadnictwa
Historycznie Józefów dzieli się na kilkanaście części, które są dawnymi letniskami lub wsiami. Józef Mart w książce „Józefów nad Świdrem” wymienia Anielin, Dębinkę, Dębinkę-Osadę, Dzieciakowo, Emilianów, Górki, Jarosław Południowy, Jarosław Północny, Kolonię Błota, Michalin, Michalin Skarb, Nowa Wieś, Rycice, Świdry Małe.
Najstarsze spośród nich są Rycice, Świdry Małe, Górki, także Nowa Wieś. Rycice, zwane pierwotnie Ryczycą, powstały prawdopodobnie w okresie pomiędzy II połową XVI w. a II połową XVII w. Tereny współczesnego Józefowa w 1825 roku ukazuje Topograficzna karta Królestwa Polskiego. Na mapie zaznaczono trzy miejscowości: Małe Świdry, Ryczycę i Górki. Tereny przyszłego miasta są w większości zalesione, przebiega przez nie kilkanaście leśnych dróg, wzdłuż Wisły biegnie natomiast tzw. trakt wołowy, późniejsza Al. Nadwiślańska. W Świdrach Małych, według mapy, znajdowała się drewniana karczma.
W okresie przedwojennym przebywało tu w sezonie do 3 tys. kuracjuszy i letników, a stałych mieszkańców było ok. 1 500. W latach 1914–1952 miejscowość była połączona komunikacyjnie z Warszawą za pośrednictwem kolejki wąskotorowej.
Po II wojnie światowej nastąpił szybki rozwój miejscowości, napłynęło dużo ludności ze zniszczonej Warszawy. W okresie powojennym rozwinięto tu lecznictwo sanatoryjne dla dzieci. Na początku lat 60. mieszkało na stałe w Józefowie około 15 000 osób. Znaczny odsetek mieszkańców trudnił się rzemiosłem, co spowodowało, że charakter miejscowości zmienił się z letniskowego na rzemieślniczo-usługowy w latach 80.
Decyzją Rady Państwa z 1962 roku Józefów został podniesiony do rangi miasta. W jego skład weszły następujące miejscowości: Józefów, Emilianów, Dębinka, Górki, Nowa Wieś, Kolonia Błota, Michalin oraz Rycice, które to od tego momentu stały się zarazem dzielnicami miasta.

### Budowa Kolei Nadwiślańskiej
W drugiej połowie XIX wieku zaczęły następować zmiany w zagospodarowaniu Kraju Nadwiślańskiego. Wybudowano kolej szerokotorową łączącą Warszawę z Kowlem przez Lublin. Już w 1834 roku hrabia Tomasz Łubiniewski wystąpił z projektem budowy linii kolejowej, a dnia 1 stycznia 1835 przedstawił Bankowi Polskiemu projekt połączenia Warszawy z południową częścią kraju.
W 1877 roku oddano do użytku linię kolejową łączącą Warszawę z Lublinem przez Otwock – Drogę Żelazną Nadwiślańską. W rejonie dzisiejszego miasta wybudowano początkowo tylko dwie stacje: Wawer i Otwock. Nie ma dokładnych informacji odnośnie do uruchomienia i budowy kolei na terenie linii otwockiej, choć była ona zapowiedzią szybkich zmian w całym regionie. Oprócz podstawowych zalet takich jak: skrócenie czasu przejazdu, zwiększenie zatrudnienia, czyniła ona atrakcyjniejszymi tereny pokryte lasami, leżące w pobliżu Warszawy. Atrakcyjność środowiska naturalnego miała doprowadzić w niedalekiej przyszłości do rozwoju i eksploracji terenów pod przyszłym miastem.

### Działalność Michała Elwiro Andriollego

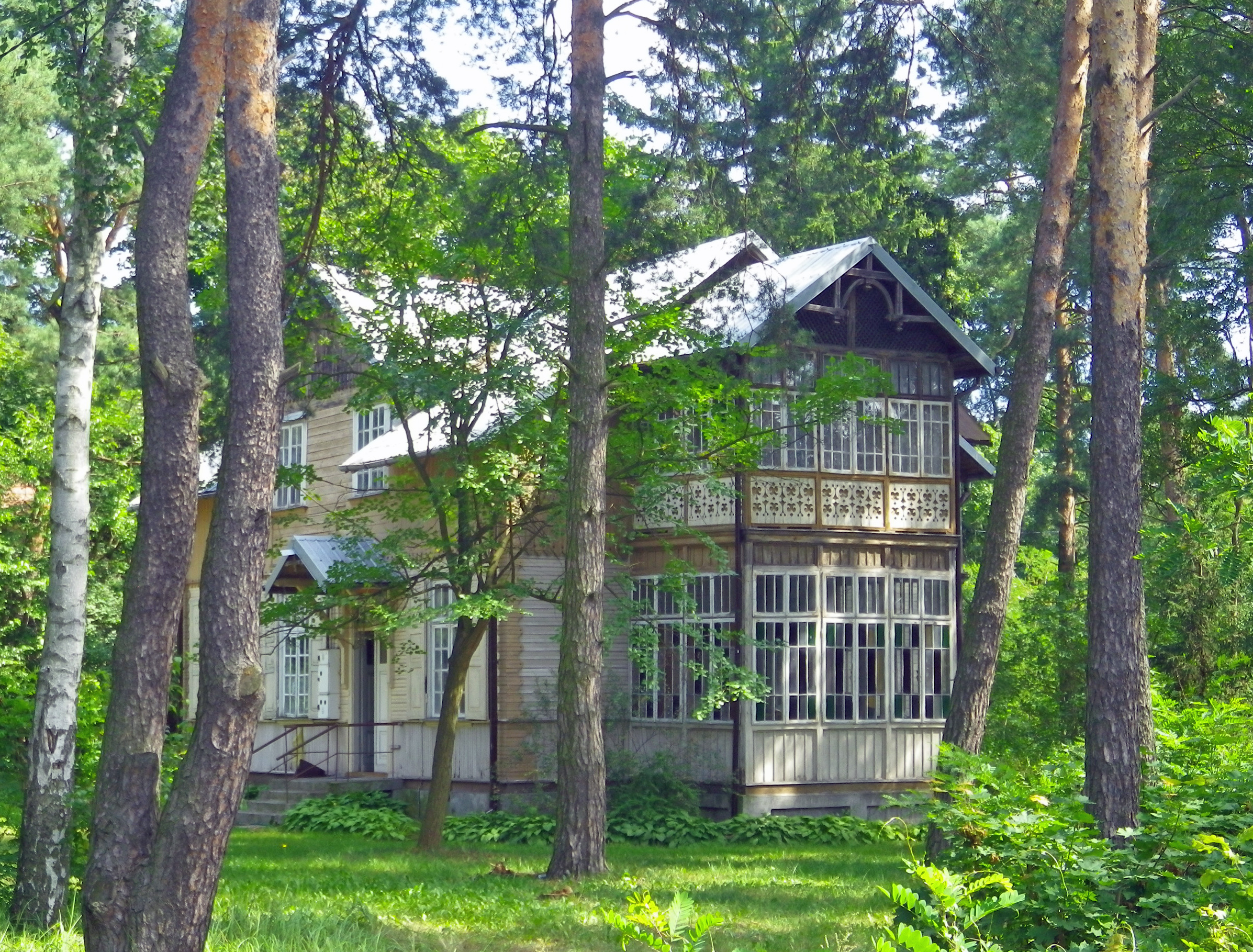
Dom w stylu „świdermajer” na rogu ulic Ejsmonda i Kardynała Wyszyńskiego

Od 1880 roku Michał Elwiro Andriolli związany był z ziemią leżącą w granicach dzisiejszego miasta. W tym roku nabył on bowiem od Zygmunta Kurtza za 18 tysięcy rubli część folwarku „Anielin”, należącego do dóbr Otwock Wielki. Po zakupieniu tego prawie nie zaludnionego terenu po obu stronach rzeki Świder, rozpoczął jego zagospodarowywanie pod kątem letniskowym i wypoczynkowym. Ogromny teren, obejmujący 12 włók ziemi (202 hektary), stał się jego ulubionym miejscem wypoczynku i rekreacji. Na tym terenie założył folwark „Brzegi”.
Fragment listu samego Andriollego:

(...) Jestem już od południa dzisiejszego właścicielem 12 włók ziemi, prawie całych pokrytych lasem, odległych od stacji Otwock, kolei nadwiślańskiej, o jakieś pół godziny. Położenie czarujące: byłem tam konno przypadkowym sposobem w maju czy czerwcu, powiem ci czary, czary... Świder o brzegach olbrzymio wyniosłych wije się wstęgą jak wąż: co pięć kroków krajobraz się zmienia, widok na rzekę rozległy uspokajający. Z każdego wznioślejszego punktu przez siatkę takową lunetą zobaczysz Warszawę, jak na dłoni (...). Więc jestem właścicielem rzeki na znacznej przestrzeni, bo, o ile widać na mapie – od mostu kolejowego prawie aż do ujścia Świdra do Wisły.

Będąc właścicielem ziemi Andriolli przystąpił do jej zagospodarowywania. Pierwszy dom wzniósł według własnego projektu i prawie sam. Opracował nowy rodzaj konstrukcji ścian. Z belek tworzył główne elementy wiązania domu, a ściany zewnętrzne i wewnętrzne obijał łatami. Przestrzeń między nimi wypełniał mieszanką gliny, wiórów i pociętych gałęzi. Własnoręcznie rysował na deskach ozdoby i ornamenty, po czym wycinał je i stosował je jako element zdobniczy stawianych domów.
Tak domy zbudowane przez Andriollego opisywał jego przyjaciel Bolesław Prus w swych „Kronikach”:

Są to cacka, jakich warszawa jeszcze nie widziała w tej ilości i rozmaitości. Budowane są przeważnie z drzewa (...), każdy z nich bawi oko piękną formą, sztukaterią, rzeźbieniami, tapicerskimi ozdobami albo żywą barwą. Są to stacje jakby dróg żelaznych, altany, nawet kaplice, zakończone wieżami spiczastymi, baniastymi, równoległościanami, niekiedy balkonami (...).

Andriolli wybudował na tym terenie domki letniskowe, w których przebywało jednorazowo około 120 osób. W swej posiadłości urządzał on coroczną kąpiel z prysznicem dla dorosłych, liczne pikniki i festyny połączone z żywymi obrazami i występami teatru amatorskiego oraz założył rozległy ogród owocowy.
Poza tymi działaniami Andriolli na swojej ziemi założył piękny park, sadząc w nim ogromne ilości brzóz, leszczyn, jarzębów, berberysów i kalin. Chcąc zabezpieczyć swą posiadłość przed kapryśnym Świdrem, wybudował liczne tamy i obsadził teren wierzbiną i łoziną. Mimo to nie zabezpieczył kilku zbudowanych domków przed powodzią w 1887 roku. Wody rzeki zniszczyły wszystkie tamy i około sześciu tysięcy krzewów morwowych. Rzeka zmieniła nawet koryto, niszcząc zbudowany most.

### Początek XX wieku
Lata pierwszej dekady XX wieku na terenie Józefowa i okolic są silnie związane z wydarzeniami politycznymi Królestwa Polskiego. Tutejsza ludność żywo interesowała się tym wszystkim czym żył naród. Walka o język polski w urzędach gminnych oraz w szkołach była treścią zmagań mieszkańców tego regionu. Na terenie linii otwockiej stosunkowo silne wpływy miały dwa ugrupowania polityczne: Socjaldemokracja Królestwa Polskiego i Litwy oraz Polska Partia Socjalistyczna.
Stąd też nie dziwi fakt wybrania Józefowa na miejsce konferencji PPS. W dniach 15–18 czerwca 1905 roku uczestniczyło w niej 44 działaczy partii. Podczas tej narady po raz kolejny doszło do starcia wewnątrz ugrupowania między zwolennikami powstania narodowego i ogólnorosyjskiej rewolucji. Wtedy Józef Piłsudski po raz pierwszy użył określeń: „starzy” i „młodzi”. „Młodzi” twardo bronili tezy, że ruch w Polsce może być „tylko częścią składową ogólnej rosyjskiej rewolucji i niczym więcej”. Ich zdaniem powstanie narodowe nie miało najmniejszego sensu. Przeciwko takim poglądom protestowali „starzy”. Przestrzegali, żeby nie liczyć na zwycięstwo sił rewolucji w Rosji, ponieważ są one zbyt słabe. Postulowali, by wykorzystać osłabienie caratu do wzniecenia ogólnonarodowego powstania i wypędzenia zaborcy.
- Działalność polityczna i dywersyjna na terenach Józefowa i okolic
  - 19–21 sierpnia 1900 – I Zjazd Socjaldemokracji Królestwa Polskiego i Litwy – Otwock
  - 10 sierpnia i 31 sierpnia 1905 – manifestacje patriotyczne – Sobienie-Jeziory
  - 2 sierpnia 1906 r. – zamach na generała Andrieja Margrafskiego, szefa żandarmerii w Królestwie Polskim – Otwock
  - 6 listopada 1905 – przerwanie posiedzenia sądu w języku rosyjskim przez tłum – Otwock
  - 30 grudnia 1905 – zebranie mieszkańców i podjęcie uchwały o wprowadzeniu do szkół i urzędów języka polskiego – Otwock
  - sierpień 1906 – „konferencja bojowa” PPS – Falenica
  - 26 lipca 1906 – napad na pociąg pocztowy przez bojówkę PPS – Celestynów

W 1921 roku powstał komitet na rzecz połączenia miejscowości letniskowych w pasie otwockim, które dotychczas należały do gminy Zagóźdź. Chciano w ten sposób utworzyć jedną gminę letniskową. Zarząd gminy został wybrany 12 grudnia 1925. Nowa gmina zaczęła działać od 1 stycznia 1925 roku. Gmina Falenica Letnisko składała się z 12 miejscowości: Radość, Zbójna Góra, Międzylesie, Miedzeszyn Stary, Miedzeszyn Nowy, Falenica, Michalin, Józefów i Świder. W późniejszym okresie dołączono jeszcze osady: Anin, Daków, Jarosław.
15 maja 1951 roku siedzibę gminy Falenica Letnisko przeniesiono z Falenicy do Józefowa, a nazwę gminy zmieniono na gmina Józefów.

### Budowa kolejki wąskotorowej

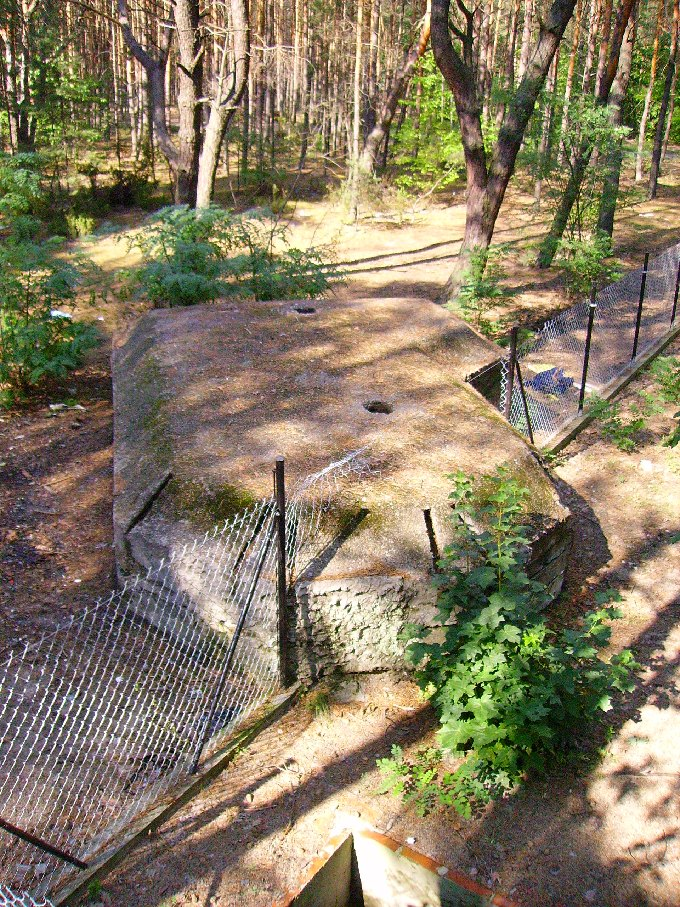
Bunkier niemiecki znajdujący się na terenie Józefowa

Kolejki wąskotorowe stały się popularnym środkiem komunikacji lokalnej w całym Imperium Rosyjskim na początku XX wieku. Do władz carskich napływały liczne podania o przyznanie koncesji na uruchomienie lokalnych kolejek dojazdowych. Większość z nich była rozpatrywana odmownie ze względu na „militarny” charakter rejonu oraz niechęć urzędników rosyjskich do rodzimych przejawów rozwoju gospodarczego Kraju Nadwiślańskiego (kolejka była jedną z niewielu instytucji publicznych niezależnych od Rosjan).
Pomimo piętrzenia trudności na przełomie XIX i XX wieku wokół Warszawy powstaje jednak sieć wąskotorowych kolejek dojazdowych: do Konstancina (przez Wilanów), do Grójca (z odgałęzieniem na Górę Kalwarię), do Radzymina (przez Marki), do Jabłonny (z Wawra). W tym samym okresie powstała również kolejka sochaczewska, myszyniecka, mławska.
Datą, której pominąć nie można jest 4 stycznia 1901. Wtedy uruchomiono trasę kolejki wąskotorowej łączącej Warszawę z Jabłonną i Wawrem. Linia odpowiadała na zapotrzebowanie ludności Warszawy. Cieszyła ich możliwość coraz łatwiejszego dojazdu na letniska. Właścicieli natomiast cieszyły zyski, jakich kolejka im dostarczała. Powodzenie spowodowało, że już w 1903 roku mieszkańcy wielu miejscowości znajdujących się na odcinku Karczew – Wawer zwrócili się z prośbą o wytyczenie linii tak, by przebiegała przez ich tereny.
W drugiej połowie lipca 1910 roku wykonano nasyp do Otwocka i ułożono pierwsze tory. Dzięki pozyskaniu belgijskiego udziałowca, którego kapitał umożliwił rozwój kolejki, prace ruszyły pełną parą. Dużym osiągnięciem ówczesnej myśli technicznej było zbudowanie na rzece Świder w 1912 roku sześcioprzęsłowego mostu o konstrukcji żelbetowej. Przedłużenie trasy kolejki do Karczewa uruchomiono 16 kwietnia 1914. Na terenie Józefowa pokrywała się na całej długości z obecną ulicą Wawerską.
Nowa trasa, wiodąca przez popularne osiedla wypoczynkowe, od początku cieszyła się wyjątkowym powodzeniem wśród Warszawiaków, wśród których zapanowała moda na spędzanie okresu letniego oraz wolnych dni poza miastem. Pensjonaty i wille wypoczynkowe położone na „linii otwockiej” przeżywały swoje najlepsze czasy.

## Zabytki

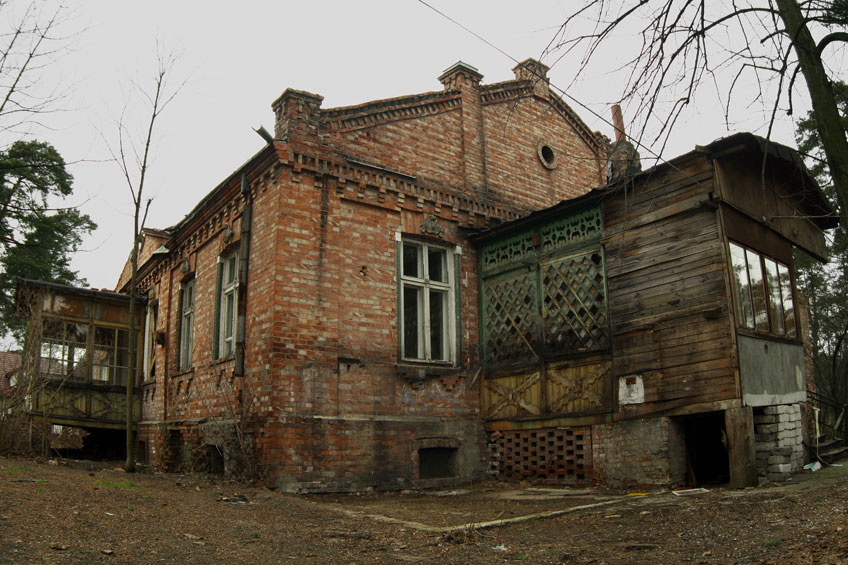
Willa Jakubówka w 2007 roku

W Józefowie znajdują się trzy obiekty wpisane do rejestru zabytków:
- budynek mieszkalny przy ul. Leśnej 19 (Willa Jakubówka, nr ewidencyjny: A-63 00-12-28),
- budynek mieszkalny przy ul. kard. Wyszyńskiego 6 (rozebrany – karta),
- budynek mieszkalny przy ul. Nadwiślańskiej 100 (budynek w Nowej Wsi).

Oprócz tego, 30 obiektów znajduje się w ewidencji wojewódzkiego konserwatora zabytków:
- budynki mieszkalne przy ul. 3 Maja 65, 89, 100 (Wiślana 2), 102, 103,
- Kościół pw. Matki Boskiej Częstochowskiej przy ul. 3 Maja,
- budynek mieszkalny przy ul. Polnej 11,
- budynek mieszkalny przy ul. P. Skargi 1,
- budynki mieszkalne przy ul. gen. W. Sikorskiego 65, 83, 99,
- budynek mieszkalny przy ul. Sosnowej 29,
- budynek mieszkalny przy ul. Topolowej 2,
- budynki mieszkalne przy ul. Uroczej 4b, 6a, 6b, 6c,
- budynek mieszkalny przy ul. kard. Wyszyńskiego 2,
- budynek Urzędu Miasta przy ul. kard. Wyszyńskiego 3,
- budynki mieszkalne przy ul. kard. Wyszyńskiego 4, 11, 27, 28, 68, 70,
- budynek mieszkalny przy ul. Wiosennej 9,
- budynek mieszkalny przy ul. Wiślanej 4 (budynek przy ulicy),
- cmentarz przy parafii rzymskokatolickiej z pomnikiem ofiar II wojny światowej przy ul. M. Kopernika,
- budynek mieszkalny przy ul. Bocznej/ul. Grota-Roweckiego,
- budynek mieszkalny przy ul. Wodociągowej (budynek należący do narożnej posesji ul. M. Rodziewiczówny).
- budynki peronu kolejowego w Michalinie oraz odrestaurowany w 2011 roku budynek stacji w Józefowie. Oba budynki pochodzą sprzed wojny i tworzą ciąg budynków które Maja imitować wagony lokomotywy zaś imitacja lokomotywy jest budynek stacji w Otwocku. Wszystkie te obiekty są zabytkami objętymi ochrona mazowieckiego konserwatora zabytków.

## Kościoły i związki wyznaniowe

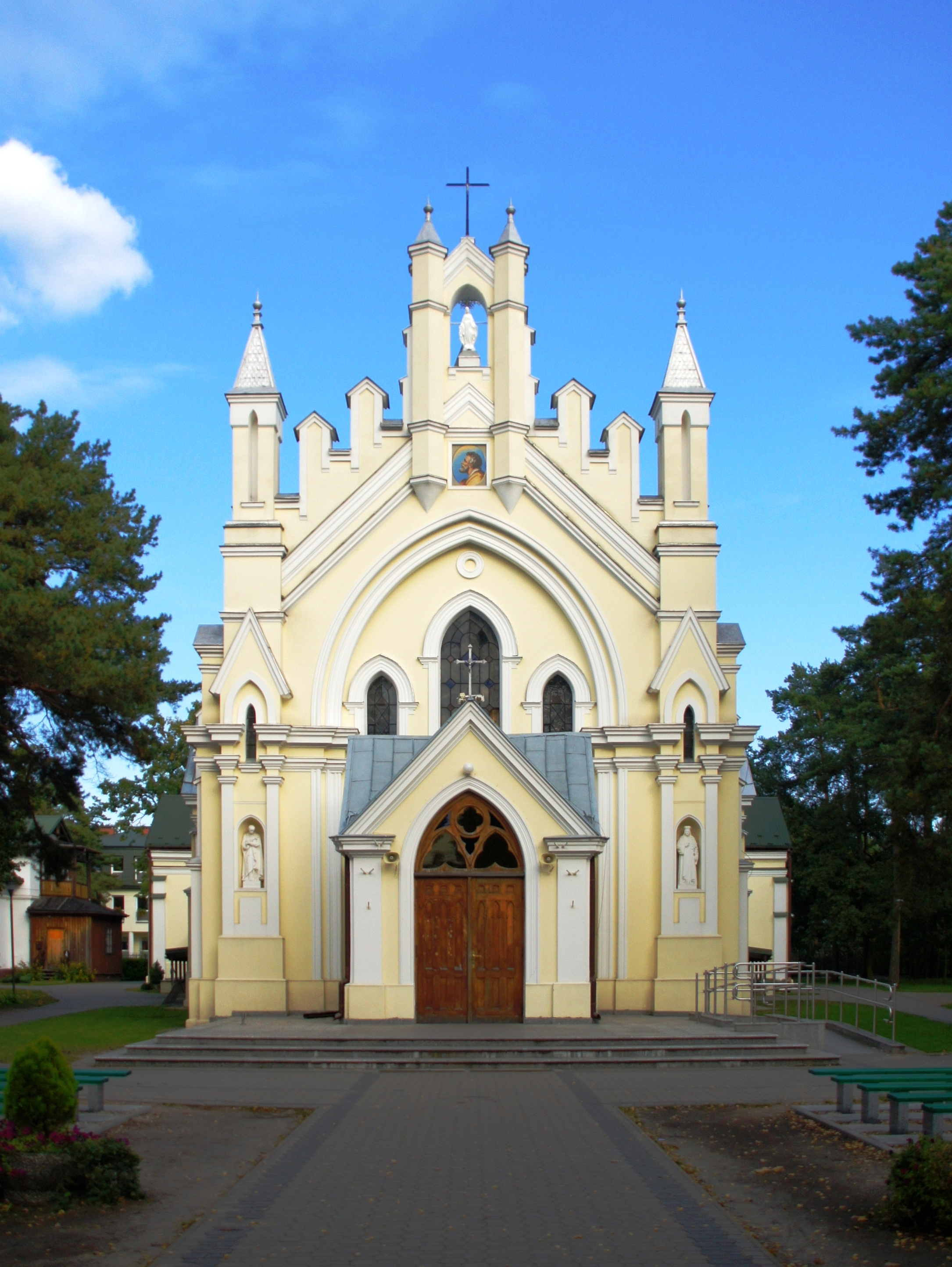
Kościół Matki Bożej Częstochowskiej

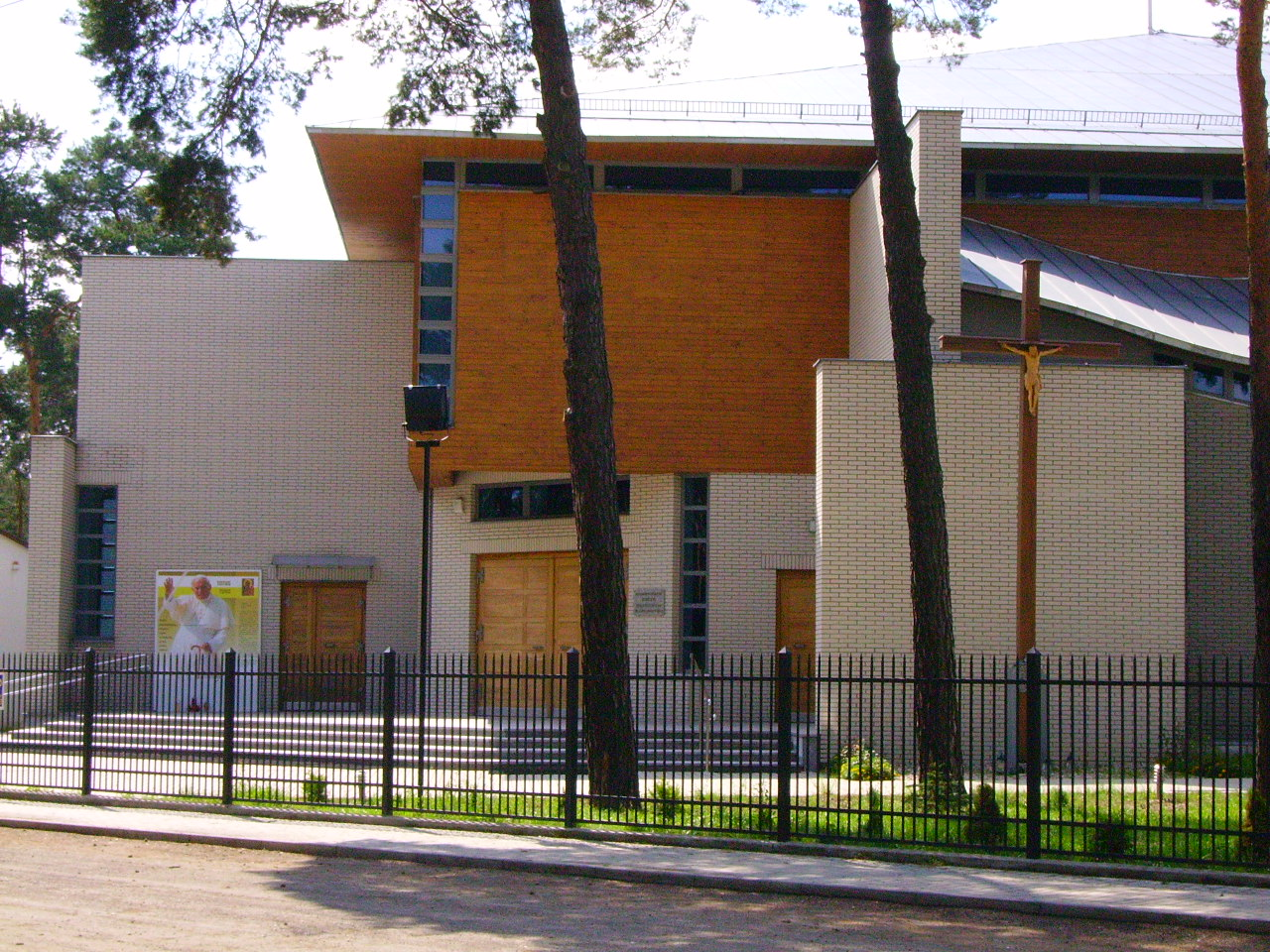
Kościół pw. św. Jana Chrzciciela

### Kościół rzymskokatolicki
- Kościół pod wezwaniem Matki Bożej Częstochowskiej
- Kościół pod wezwaniem św. Maksymiliana Kolbego
- Kościół pod wezwaniem św. Jana Chrzciciela
- Kaplica Świętej Rodziny Bractwa Kapłańskiego Świętego Piusa X[18]
- Siostry Dominikanki Misjonarki Jezusa i Maryi
- Dom Sióstr Albertynek
- Franciszkanie (do 2016 Doloryści)
- Dom Prowincjalny Instytutu Ojców Szensztackich

#### Kościół pw. Matki Bożej Częstochowskiej
Pierwsze kroki mające na celu wzniesienie na ziemiach dzisiejszego Józefowa podjęto już w 1901 roku, kiedy to zawiązano Komitet Budowy Kościoła, którego prezesem został Wacław Wicherkiewicz. Pozostałymi członkami byli (?) Bauer, Marcin Krieger, Andrzej i Jan Kijewscy, Aleksander Chlipabsski, Michał Kronkowski, Jan Gertz, Feliks Kuźmiński i (?) Lewandowski. Wkrótce Andrzej Przybyłko i Wojciech Lach ofiarowali około dwie morgi na plac pod budowę kościoła. Plan budynku kościoła stworzył kierujący przebiegiem prac inż. architekt Jan Biały, fundusze i materiały na budowę przekazywali zaś okoliczni ludzie. Kamień węgielny położono 12 listopada 1902 roku. Dokonał tego Wacław Wicherkiewicz, prezes Komitetu Budowy Kościoła. Budowa trwała trzy lata i ostatecznie świątynię oddano do użytku 27 sierpnia 1905 roku.

### Żydowskie domy modlitwy
Miejscowości położone wzdłuż linii Warszawa – Otwock zamieszkiwała do drugiej wojny światowej duża populacja żydowska. W przededniu wojny w Falenicy Żydzi stanowili 66% mieszkańców, zaś w Otwocku 75%.
Społeczność żydowska miała własne szkoły, lecznictwo i system opieki społecznej. Zamożni Żydzi prowadzili pensjonaty, kawiarnie, apteki, zakłady handlowe i przetwórcze. Biedota trudniła się handlem obwoźnym, krawiectwem, szewstwem i innymi zajęciami.
W okresie międzywojennym, wśród Żydów, nawet niezamożnych, linia otwocka cieszyła się dużą popularnością. Z informatora Letniska Falenickie wynikało, że na terenie Michalina w roku 1938 znajdowało się przynajmniej dziesięć pensjonatów, których właścicielami byli Żydzi, co potwierdza fakt, że społeczność ta była dość liczna i stanowili ją stali mieszkańcy oraz letnicy.
W Józefowie były dwa domy modlitwy. Nie zachował się dom przy ul. Uroczej 6, został on rozebrany po wojnie. Istnieje natomiast budynek przy ul. Wiślanej 5. Willa Jakubówka była uważana za synagogę, jednak ekspertyzy historyczne wykluczyły taką rolę tego budynku.

## Oświata

### Przedszkola
- Miejskie Przedszkole nr 1
- Miejskie Przedszkole nr 2
- Niepubliczne przedszkole językowo-artystyczne „Mały Świat”
- Niepubliczne Przedszkole „Strumienie” prowadzone przez Stowarzyszenie Wspierania Edukacji i Rodziny „Sternik”[20], wywodzące się z ruchu Opus Dei.

### Szkoły podstawowe
- Szkoła Podstawowa nr 1 im. Olofa Palmego
- Szkoła Podstawowa nr 2 im. Romualda Traugutta
- Szkoła Podstawowa nr 3 im. Łączniczek Armii Krajowej (dawniej: Gimnazjum nr 1 im. Łączniczek Armii Krajowej)[21]. Szkoła jest częścią kompleksu, w którego skład wchodzą też basen i hala sportowa.
- Szkoła Podstawowa „Strumienie” (szkoła dla dziewcząt) prowadzona przez Stowarzyszenie Wspierania Edukacji i Rodziny „Sternik”. Szkoła mieści się w nowoczesnym kompleksie, oddanym do użytku w 2011 roku. W jego skład, oprócz klas i pracowni przedmiotowych, wchodzi sala teatralna, sala baletowa, hala gimnastyczna, kaplica, jadalnie z zapleczem kuchennym, basen. Szkołę wybrali dla swoich dzieci m.in. Roman Giertych, Radosław Sikorski, Jerzy Polaczek[22].

### Szkoły ponadgimnazjalne
- Liceum Ogólnokształcące „Strumienie” (szkoła dla dziewcząt) prowadzone przez Stowarzyszenie Wspierania Edukacji i Rodziny „Sternik”.
- Zespół Szkół Ogólnokształcących założony przez Towarzystwo Absolwentów KUL działał od 1991 roku – najpierw w Otwocku, a od 1 września 1992 roku w Józefowie. W roku 1993 szkoła uzyskała uprawnienia szkoły publicznej na czas nieokreślony.
- Liceum Ogólnokształcące im. Św. Tomasza z Akwinu, prowadzone przez ks. Szymona Bańkę z tradycjonalistycznego Bractwa Kapłańskiego Świętego Piusa X[23][24].

Od roku 1995 uczniowie wydają własną gazetę „Centurion”. Działa teatr szkolny, który wystawił szereg nagrodzonych przedstawień takich jak m.in. „Joanna d’Arc” Claudela, „Wyzwolenie” Wyspiańskiego, „Hamleta” Szekspira czy „Antygonę” Anouilha. Teatr wielokrotnie występował gościnnie w różnych ośrodkach. Szkoła od 1996 r. jest organizatorem Ogólnopolskiego Przeglądu Teatrów Szkół Średnich, który każdego roku odbywał się w czerwcu w Józefowie.
Od 1998 r. szkoła współpracuje ze szkołą niemiecką Peter–Breuer Gymnasium w Zwickau. Co roku odbywają się wymiany uczniów z Polski i Niemiec. W 1999 r. przy Liceum powstaje Gimnazjum. W roku 2000 szkoła otrzymała ufundowany przez rodziców sztandar przyjmując imię świętego Pawła z Tarsu. W 2001 r. rozpoczęto budowę nowego budynku dydaktycznego. Budowa finansowana była ze składek i darowizn, a w jej budowę zaangażowany został m.in. Stefan Friedmann. W 2009 roku szkoła została przeniesiona do Falenicy.

### Uczelnie
- Wyższa Szkoła Gospodarki Euroregionalnej im. Alcide De Gasperi w Józefowie

## Transport

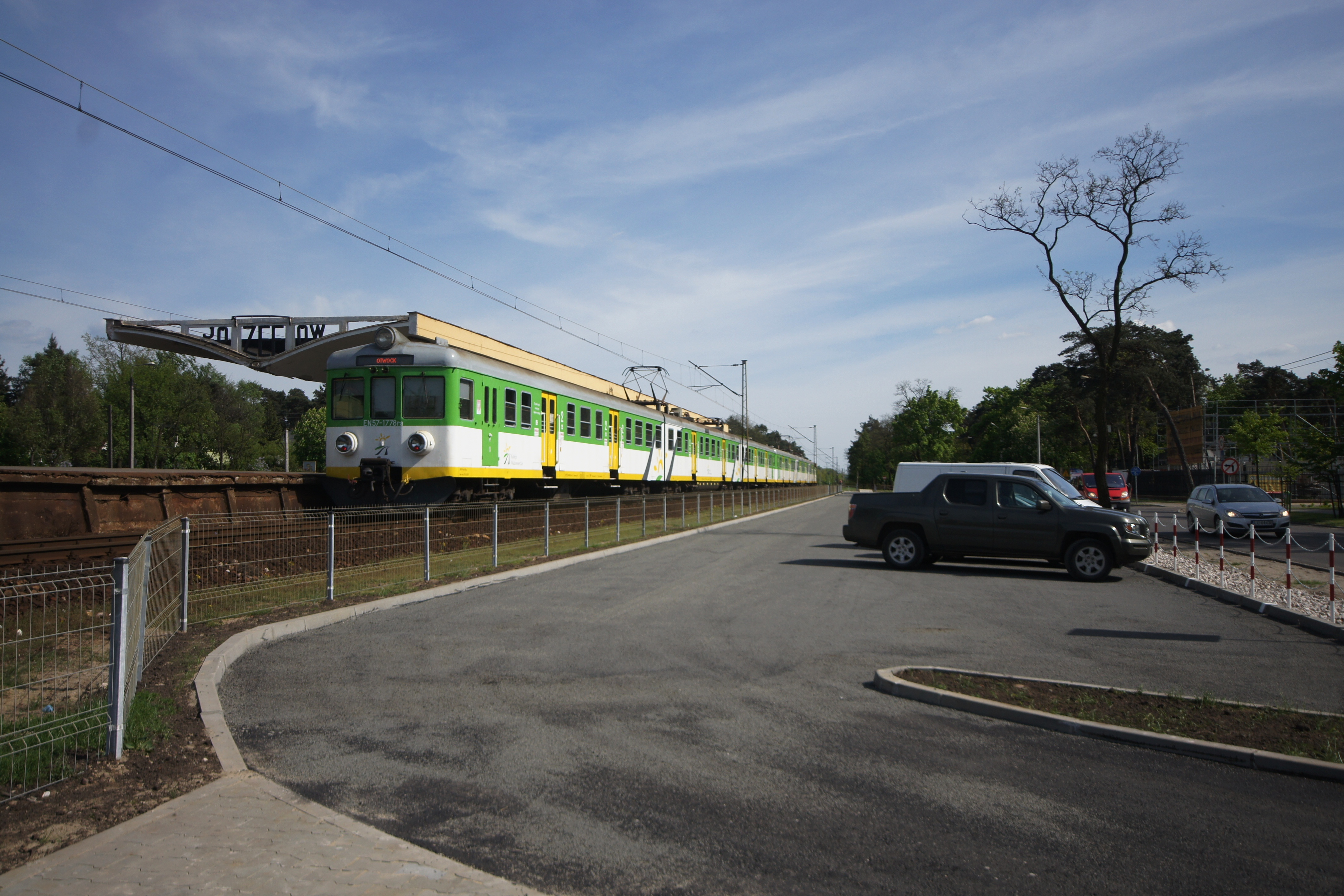
Parking Park&Ride przy stacji kolejowej w Józefowie

### Transport drogowy
- droga wojewódzka nr 801 Warszawa – Karczew – Wilga – Maciejowice – Dęblin – Puławy
- droga wojewódzka nr 721 Nadarzyn – Piaseczno – Wiązowna – Duchnów

### Transport kolejowy
Przez miasto przebiega linia kolejowa nr 7 Warszawa – Lublin – Dorohusk.
Stacje kolejowe:
- Michalin
- Józefów

### Publiczny transport zbiorowy
Komunikacja miejska ZTM Warszawa:
- linia L50
- linia N72
Wydłużone trzy kursy z Falenicy. Odjazdy z Dw. Centralnego w kierunku Józefowa:
0:15
1:15
2:15
początek trasy: Dw. Centralny – Warszawa
Koniec trasy: Jarosławska – Józefów
Na terenie Józefowa obowiązują przystanki:
- - Wąska – GRANICA STREFY BILETOWEJ [na żądanie]
  - PKP Michalin [na żądanie]
  - Cicha [na żądanie]
  - PKP Józefów [na żądanie]
  - Jarosławska [na żądanie]
  - Jarosławska [KONIEC TRASY]

– linia 702
początek trasy: Wiatraczna (ul. Grochowska) – Warszawa
koniec trasy: Otwock – Orla
Na terenie Józefowa linia przebiega Aleją Nadwiślańską – droga wojewódzka nr 801
- Przystanki na terenie Józefowa:
  - ks. Malinowskiego
  - Podleśna
  - Nowa Wieś
  - Polna
  - Świdry Małe
  - Wyszyńskiego
  - Drogowców
  - Górki

– linia S1 (SKM)
początek trasy: Pruszków
koniec trasy: Otwock
- Przystanki na terenie Józefowa:
  - Michalin
  - Józefów

### Historyczne linie autobusowe
W roku 1956 pojawiła się pierwsza linia komunikacji miejskiej na terenie obecnego Józefowa o numerze 132.
Potem zamieniono jej numer na „S”, a następnie „202”.
W 1985 roku nastąpiła ogólna zmiana numeracji ówczesnego MZK.
Linia „202” otrzymała nowy numer „702” i nadal kursuje.

### Hotele
- Holiday Inn
- Ośrodek Konferencyjny Generalnej Dyrekcji Dróg Krajowych i Autostrad

## Sport i rekreacja

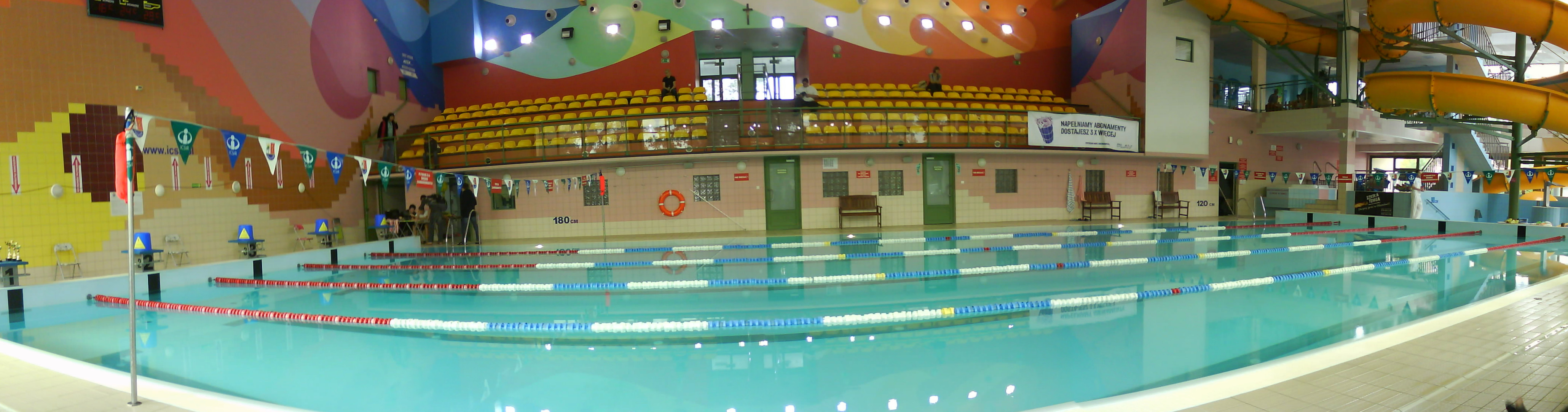
Basen ICSiR

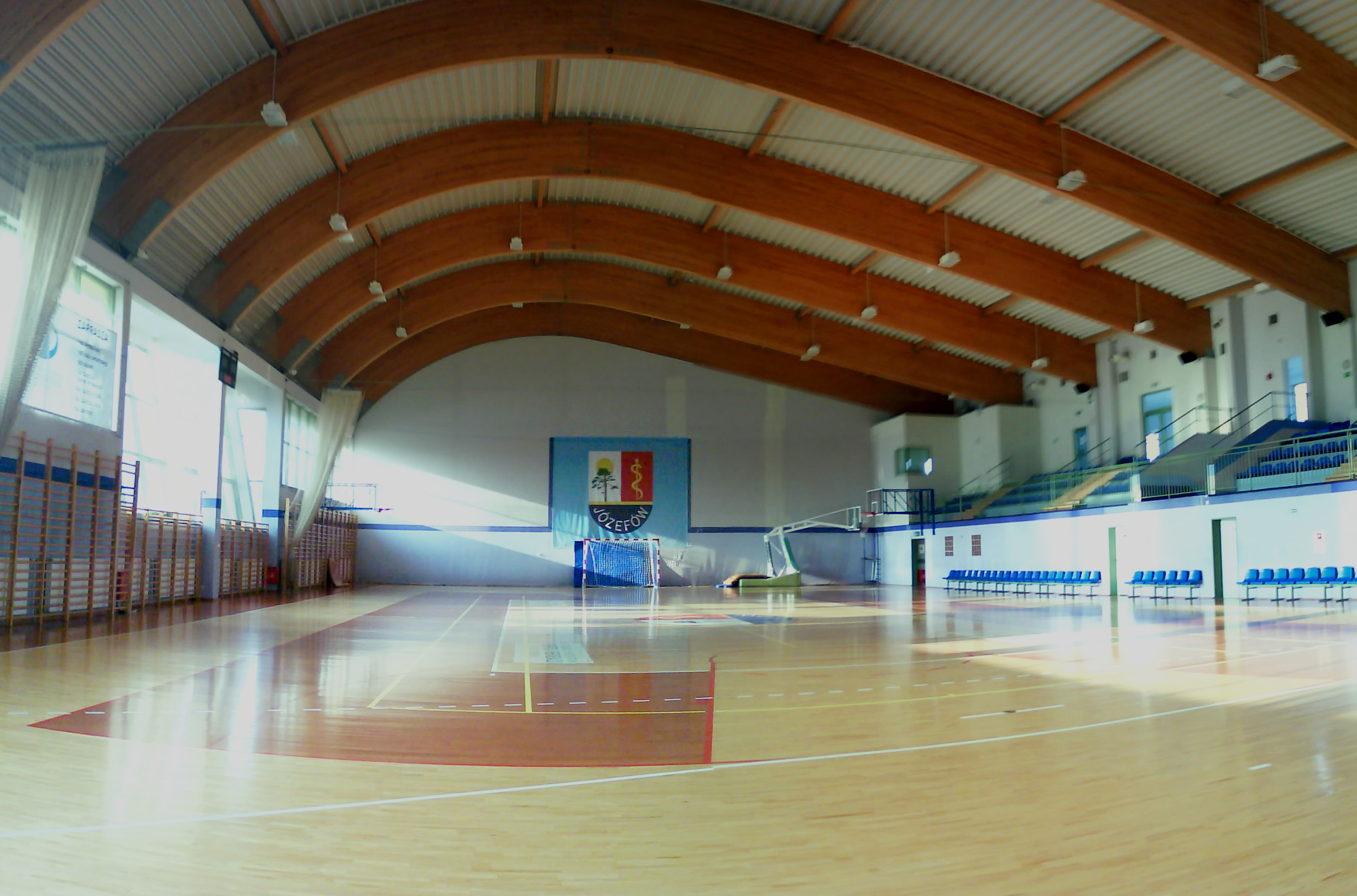
Hala ICSiR

### Integracyjne Centrum Sportu i Rekreacji
Integracyjne Centrum Sportu i Rekreacji to nowoczesny kompleks sportowo-rekreacyjny. Wybudowany w 2002 roku. Centrum jest czynne codziennie w godzinach 6.00–22.00. Obiekt jest w pełni przystosowany do korzystania przez osoby niepełnosprawne. Wyposażony jest w specjalne podjazdy, dwie szatnie z pełnym węzłem sanitarnym i uchwytami dla niepełnosprawnych. W wodzie odbywają się zajęcia rehabilitacyjne.

### Kluby sportowe
- Miejski Ludowy Klub Sportowy „Józefovia”

Klub jest Stowarzyszeniem Kultury Fizycznej działającym na terenie Józefowa i okolic. Założony został w 1951 roku. Aktualnie prowadzone są sekcje piłki nożnej, tenisa stołowego, cheerleaders, aerobiku oraz biegów przełajowych. W związku ze zmianą siedziby, Klub przy wsparciu finansowym Urzędu Miasta zbudował nowy obiekt sportowy składający się z dwóch boisk piłkarskich i budynku zaplecza klubowego nad rzeką Świder pomiędzy ulicami: Dolną i Żabią. W 2002 roku zostało wybudowane boisko ziemne o wymiarach 58 × 96 m. W 2004 roku zostało zweryfikowane przez MZPN, odbywają się na nim treningi i rozgrywane są mecze w tym drużyn Ligi Okręgowej. W 2006 roku zostało wybudowane pełnowymiarowe boisko trawiaste.
Co roku organizowane są mecze międzyszkolne o puchar Prezesa MLKS „Józefovia”.
Po spadku w sezonie 2005/2006 z mazowieckiej Ligi Okręgowej (grupa: Warszawa II) klub w nowym sezonie 2006/2007 występuje w niższej klasie rozgrywek (Klasa A, grupa: Warszawa III).
- Uczniowski Klub Sportowy „Victoria Józefów”

W dniu 29 maja 2006 roku odbyło się zebranie założycielskie nowego klubu sportowego. Ze wspólnej inicjatywy dyrekcji Integracyjnego Centrum Sportu i Rekreacji w Józefowie oraz grupy rodziców powstał czterosekcyjny Uczniowski Klub Sportowy Victoria Józefów. Młodzież z terenu powiatu otwockiego może rozpocząć zajęcia w sekcjach: pływackiej, judo, koszykówki, siatkówki.
Klub powstał na bazie dwóch sekcji ICSiR: pływackiej prowadzonej przez Bogdana Wierzbickiego oraz sekcji judo Piotra Głuszyka. Do współpracy zostali zaproszeni jeszcze inni trenerzy. Siedzibą Klubu jest siedziba ICSiR – ul. Długa 44, 05-420 Józefów.

## Prasa i media
W 1987 roku w ramach obchodów 25. rocznicy nadania praw miejskich postanowiono rozpocząć wydawanie lokalnego pisma „Życie Józefowa”. Wydano tylko trzy numery pisma, lecz wydawanie lokalnej gazety było w tym czasie pewnym ewenementem, ponieważ skupiano się przede wszystkim na wydawaniu pism centralnych i wojewódzkich.
W pierwszej połowie roku 1990 rozpoczęto wydawanie dwóch pism. Były to: „Gazeta Józefowska” i „Głos Józefowa”. Pierwsze z nich było wydawane przez Komitet Obywatelski „Solidarność”, drugie – przez Stowarzyszenie Forum Obywatelskie (obecnie Stowarzyszenie Forum Chrześcijańskie). Obydwa pisma zakończyły swoją działalność po pierwszych wyborach samorządowych w 1990 roku.
W 1992 roku zaczęło wychodzić pismo Porozumienia Centrum pt. „Nad Świdrem”. Miało bogatą szatę graficzną, a związane z tym wysokie koszty edycji przyczyniły się do jej rychłego upadku.
W tym samym roku, z inicjatywy ówczesnego Zarządu Miasta, podjęto wydawanie pisma pt. „Józefów 92”. Początkowo redagowały je dwie osoby: Maria Aulich i Krzysztof Kasprzak.
W latach 1992–1999 wydawcą pisma był Zarząd Miasta. W 1999 roku obowiązki wydawcy przejęła Rada Miejska, równocześnie została powołana została Rada Programowa.
Od 1996 roku nosi nazwę „Józefów nad Świdrem” i jest wydawana do dziś.

## Miasto bliźniacze
9 czerwca 2004 roku w siedzibie Rady Miasta Józefowa odbyło się spotkanie podczas którego burmistrzowie Józefowa i Bitetto podpisali umowę o współpracy partnerskiej. Uzgodniono, że współpraca zostanie podjęta w zakresie:
- rozwoju samorządności lokalnej
- rozwoju gospodarczego ze szczególnym uwzględnieniem działań promocyjnych na rzecz inwestycji
- wspierania kontaktów pomiędzy przedsiębiorstwami w ich działalności gospodarczej i handlowej
- wymiany materiałów informacyjnych (prasa, wydawnictwa, materiały reklamowe itp.)
- w celu wzajemnego zapoznania mieszkańców z historią i współczesnym życiem
- procesu integracji europejskiej, w szczególności w sferze wykorzystywania środków finansowych pochodzących z funduszy strukturalnych Unii Europejskiej